# 6-та українська радянська дивізія
6-та українська радянська дивізія  — військове з'єднання у складі Української радянської армії, з 15 квітня 1919 р. в складі 3-ї української радянської армії. У травні 1919 року начдив Григор’єв підняв повстання проти радянської влади.

## Передісторія
У лютому 1919 року, в період формування збройних сил УРСР полковник армії УНР Григор'єв уклав військову угоду з урядом УРСР і командуванням Червоної Армії РРФСР, відповідно до якого 21 лютого 1919 року сформована їм і підпорядкована йому Херсонська дивізія армії УНР увійшла до складу Української радянської армії як 2-га Задніпровська стрілецька бригада 1-ї Задніпровської Української радянської дивізії УРА. Бригада воювала проти російських військ Збройних сил Півдня Росії і Армії УНР.
20 березня командувач військами Харківської групи військ Українського фронту А. Е. Скачко видав наказ № 22, в якому поставив 1-й Задніпровській Українській радянській дивізії (начдив Дибенко П.Ю., завдання: «2-й Задніпровській стрілецькій бригаді, командир бригади Н. О. Григор'єв, - оволодіти містом Одеса (зустрічається 1-й номер бригади Григор'єва);1-ї Задніпровській стрілецькій бригаді, командир бригади Котов, - закрити Кримський півострів; 3-й Задніпровській стрілецькій бригаді, командир бригади Н. І. Махно - вийти на лінію с. Платовка - г. Маріуполь (повітове місто Маріупольського повіту Катеринославської губернії)»
Командири довели наказ до червоноармійців. Військові комісари у всіх підрозділах провели мітинги. 
24 березня Реввоєнрада Українського фронта ухвалила рішення про створення 1-ї, 2-ї і 3-ї українських радянських армій.
На початку квітня 2-а Задніпровська бригада на правому фланзі дивізії вела бої за місто Одеса в районі залізниці станції Сербка від союзних військ Антанти і російських військ Кавказької Добровольчої армії. 1-ша Задніпровська бригада в центрі дивізії вела бої за Чонгарській і Перекопський перешийки Кримського півострова. У ніч на 2 квітня бригада зайняла Чонгарській і Перекопський перешийки. Про бойові успіхи командирів і червоноармійців начдив Дибенко телеграфував до Москви і командувачу військами Українського фронту Антонову-Овсієнку В.О.. 3-тя Задніпровська бригада на лівому фланзі дивізії вела бої за місто Маріуполь. 
7 квітня в складі Українського фронту утворена Група військ Одеського напрямку шляхом виділення військ з Групи військ харківського напряму, в складі бригад Богунського, Пошехонова, Південної, 2 ї Задніпровської (під командуванням Григор 'єва), 1-ї Задніпровської Української радянської дивізії, кавалерійського полку особливого призначення. 
Війська Одеської групи військ УФ вели наступ в східному напрямку.
Союзні війська Антанти румунські, польські та російська білогвардійська бригада під командуванням генерала Тімановского зі складу  Добровольчої армії Одеського району генерала Тімановского з боями відходили в сторону Румунії. 
14 квітня радянськими військами була взята залізнична станція Роздільна і румунські війська відійшли за ріку Дністер.

## Історія
15 квітня завершено формування 3-ї Українській радянській армії з частин Групи військ одеського напрямку, які зводилися в дві дивізії: 5-ту Українську радянську дивізію і 6-ю Українську радянську дивізію (колишня 2-я Задніпровська бригада 1-ї Задніпровської Української радянської дивізії, командир Григор'єв і інші частини). Начальником 6-ї дивізії призначався Н. О. Григор 'єв.
2-я Задніпровська бригада перебувала в Одесі (повітове місто Одеського повіту Херсонської губернії). Проводилися заходи щодо переформування бригади в дивізію.
22 квітня 2-га бригада Григор'єва виведена з Одеси.
25 квітня наказом військам Українського фронту № 50 командир 2-ї Задніпровської бригади Н.О. Григор'єв призначений начальником 6-ї Української радянської дивізії. 
3-тя Українська радянська армія вела бойові дії проти армії УНР в районі Одеса - Херсон - Миколаїв і до кінця квітня витіснила противника з Лівобережжя Придністров'я до Тирасполя.
7 травня начдив Григор'єв підняв повстання проти Радянської влади.
11 травня війська 3-ї Української радянської армії форсували річку Дністер і просунулися до міста Кишинів, але наступ було зупинено. Через повстання під керівництвом начдива Григор'єва. Частини армії були залучені до ліквідації григор'євського повстання.

## Командування
- Н. О. Григор'єв, начальник дивізії (з 15 квітня – 7 травня 1919).

## Склад на 15 квітня 1919 рік[1]
- 1 бригада
  - Верблюжський полк (4000 багнетів, 18 кулеметів);
  - Херсонський полк (4000 багнетів, 23 кулемети);
- 2 бригада
  - Партизанський полк (3000 багнетів, 6 кулеметів);
  - Тиленгульський полк (2100 багнетів, 5 кулеметів);